# 英属西非
英属西非（英語：British West Africa）是地理上和行政上对殖民时期英国在西非的殖民地的统称。在整个19世纪，英国控制着这些领土的不同部分或全部。随着去殖民化运动的兴起，冈比亚、塞拉利昂、加纳和尼日利亚相继从其独立。其中，加纳在独立前被称为黃金海岸。

## 历史

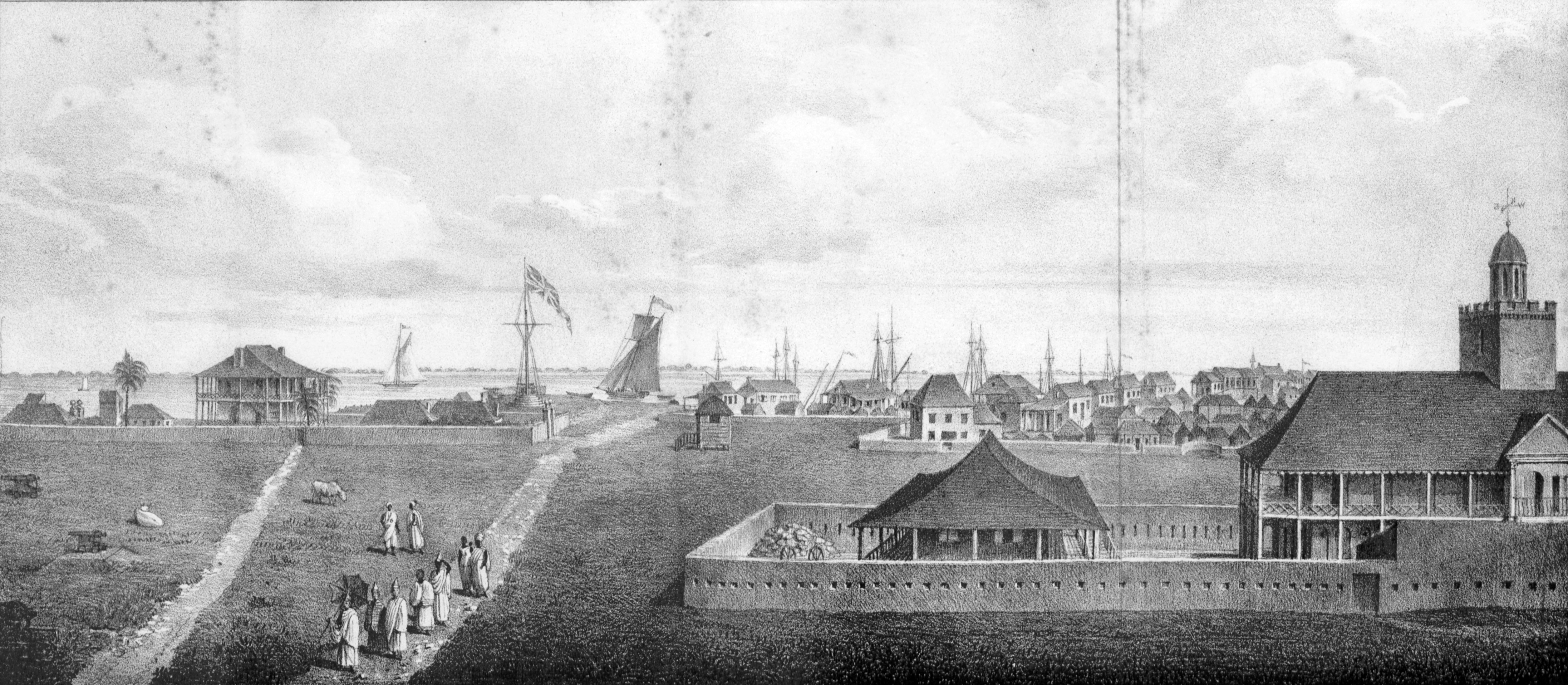
冈比亚巴瑟斯特镇的草图，出版于1824年

英属西非作为殖民地实体最初被称为塞拉利昂殖民地及其属地，其后改称英属西非领土，最后改为英属西非殖民地。该殖民地在两个时期内（1821年10月17日成立，直到1850年1月13日首次解散；1866年2月19日再次成立，直到1888年11月28日最终消亡）组成了总督领导下的行政实体，行政上归属位于弗里敦的塞拉利昂总督管辖。
除塞拉利昂外，最初被包括在管辖范围内的其他殖民地有冈比亚、英属黄金海岸（现代加纳）尼日利亚西部、尼日利亚东部和尼日利亚北部。
英属西非的发展完全基于现代化，而自主的教育系统是本土文化现代化的第一步。现代化也导致土著人民的文化和利益被忽视。欧洲文化在学校和当地传统中的影响以及新的社会秩序都在塑造英属西非的文化的过程中起了重要作用。地方精英的发展带来了新的价值观和理念，改变了整体的文化发展。

## 引用
1. ↑  . WorldStatesmen.org.   [2018-12-30]. （原始内容存档于2018-09-30）.
2. ↑  Lange, Matthew. . American Journal of Sociology. 2006, 111 (5): 1412–1462. JSTOR 10.1086/499510. doi:10.1086/499510.
3. ↑  Szücs, Stefan; Strömberg, Lars. . Springer Science & Business Media. 2007-08-17  [2021-08-30]. ISBN 978-3-531-90110-7. （原始内容存档于2021-07-04） （英语）.